# Croix-Fonsomme
Croix-Fonsomme é uma comuna francesa na região administrativa de Altos da França, no departamento de Aisne. Estende-se por uma área de 9,37 km². Em 2010 a comuna tinha 242 habitantes (densidade: 25,8 hab./km²).